# Сильван (Діярбакир)
Сильван (тур. Silvan) — місто і район у провінції Діярбакир (Туреччина).

## Історія
Історики розглядають Сильван як одне з двох можливих місць розташування стародавнього Тигранакерта — столиці Великої Вірменії. 387 року місто увійшло до складу Візантійської імперії. У VII столітті місто захопили араби.